# Brachiones przewalskii
Il gerbillo di Przewalski (Brachiones przewalskii Büchner, 1889) è un roditore della famiglia dei Muridi, unica specie del genere Brachiones (Thomas, 1925), diffuso in Cina.

## Descrizione

### Dimensioni
Roditore di piccole dimensioni, con la lunghezza della testa e del corpo tra 67 e 103 mm, la lunghezza della coda tra 56 e 78 mm, la lunghezza del piede tra 22 e 24 mm, la lunghezza delle orecchie tra 6 e 9 mm e un peso fino a 42 g.

### Caratteristiche craniche e dentarie
Il cranio ha una forma triangolare, dovuta al rostro fortemente ridotto e accorciato e alle ossa frontali molto ampie. La costrizione inter-orbitale è quasi assente. La parte posteriore del cranio è larga. Le bolle timpaniche sono molto grandi. Sono presenti 4 fori palatali, dei quali i due posteriori sono piccoli. Gli incisivi sono attraversati da un solco longitudinale.
Sono caratterizzati dalla seguente formula dentaria:

### Aspetto
Il corpo è tozzo ed è ricoperto da una pelliccia corta. Le parti superiori sono color sabbia o grigiastro chiaro, mentre le parti ventrali e le zampe sono bianche. Le orecchie sono piccole. Gli artigli delle zampe anteriori sono robusti, adattamento ad una vita fossoria. Le piante dei piedi sono completamente ricoperte di peli. La coda è più corta della testa e del corpo ed è biancastra o giallo-brunastra e si attenua verso la punta.

## Biologia

### Comportamento
È una specie terricola. Costruisce semplici sistemi di cunicoli e tane, non più profondi di 60 cm e con un'apertura di circa 4,5 cm.

## Distribuzione e habitat
Questa specie è diffusa nelle zone desertiche dello Xinjiang e Gansu settentrionali fino alla Mongolia interna occidentale.
Vive nelle dune sabbiose semi-permanenti con dense coperture di arbusti oppure in dune vicino a aree boscose.

## Tassonomia
Sono state riconosciute 3 sottospecie:
- B.p.przewalskii: Province cinesi dello Xinjiang centrale e orientale e Gansu;
- B.p.arenicolor (Miller, 1900): Bacino del Tarim occidentale, provincia cinese dello Xinjiang;
- B.p.callichrous (Heptner, 1934): Provincia cinese della Mongolia interna occidentale

## Conservazione
La IUCN Red List, considerato il vasto areale, la popolazione numerosa e la assenza di serie minacce, classifica B. przewalskii come specie a rischio minimo (Least Concern).